# Maurice Attia
Pour les articles homonymes, voir Attia.
Œuvres principales
- Alger la Noire Pointe Rouge, Paris Blues

Maurice Attia, né à Alger, est un écrivain français.

## Biographie
Psychanalyste, psychiatre, scénariste et cinéaste, il est l'auteur de plusieurs romans noirs. Sa nouvelle Ça va bien remporte le prix de la Nouvelle noire du festival Le Noir dans le blanc en 2005.
Son roman Alger la Noire (Actes Sud, coll. Babel noir no 5) est récompensé par le prix Michel-Lebrun et le prix Jean Amila-Mecker.

## Œuvres
- Drames de l'adolescence, familles en séance, Issy-les-Moulineaux, France, ESF éditeur, 1996, 105 p. (ISBN 978-2-7101-1153-5)

### Romans
- Rue Oberkampf, Marseille, France, éditions Harpo &, coll. « Hors Noir », 2000, 156 p. (ISBN 978-2-910599-60-7)
- Le Carnaval des gueux, Montmorillon, France, éditions Hors Commerce, coll. « Hors Noir », 2001, 230 p. (ISBN 978-2-910599-73-7)
- Alger la Noire, Arles, France, Actes Sud, coll. « Babel noir » (no 5), 2006, 400 p. (ISBN 978-2-7427-5914-9)  — Prix Michel-Lebrun
- Pointe Rouge, Arles, France, Actes Sud, coll. « Babel noir » (no 13), 2007, 640 p. (ISBN 978-2-7427-7026-7)
- Paris blues, Arles, France, Actes Sud, coll. « Babel noir » (no 28), 2009, 560 p. (ISBN 978-2-7427-8757-9)
- La Blanche Caraïbe, Marseille, Éditions Jigal, 2017, 270 p. (ISBN 978-2-37722-004-5)
- Le Rouge et le Brun, Éditions Jigal (2021)
- Couleurs de la vengeance, Éditions Jigal (2022)

### Nouvelles
- Maurice Attia, Lilian Bathelot, Gilles Del Pappas, Caryl Férey, (Collectif), Le Noir dans le Blanc : Saison 2005, Marseille, France, éditions Autres Temps, coll. « Nouvelles noires », 2005, 156 p. (ISBN 978-2-84521-218-3)
- Maurice Attia, Claude Bergé-Laval, Laurence Biberfeld, Thierry Crifo, (Collectif), Le Noir dans la truffe : Saison 2006, Marseille, France, éditions Autres Temps, coll. « Nouvelles noires », 2006, 149 p. (ISBN 978-2-84521-249-7)

## Adaptations
Rue Oberkampf a été adapté par l'auteur pour un téléfilm éponyme réalisé par Gilles Adrien et diffusé sur Arte en 2000.
Alger la Noire a été adapté en bande  dessinée par Jacques Ferrandez, Casterman, 2012.

## Prix
- Prix Michel-Lebrun de la Ville du Mans 2006 pour Alger la noire[4]
- Prix Amila-Meckert 2007 pour Alger la noire[5]
- Prix du polar méditerranéen 2006 pour Alger la noire[6]
- Prix du polar lycéen 2007 pour Alger la noire[7]
- Prix Coup de cœur coup de soleil 2008 pour Alger la noire[8]